# اس‌پی‌پی
اس‌پی‌پی (انگلیسی: Slovenský plynárenský priemysel) شرکت گاز کروات است، که در سال ۲۰۰۶ تأسیس شد.